# Форкилья (Сеара)
Форкилья (порт. Forquilha)  —  муниципалитет в Бразилии, входит в штат Сеара. Составная часть мезорегиона Северо-запад штата Сеара. Входит в экономико-статистический  микрорегион Собрал. Население составляет 19 146 человек на 2006 год. Занимает площадь 516,988 км². Плотность населения — 37,0 чел./км².
Праздник города — 5 февраля.

## История
Город основан 5 февраля 1985 года. 

## Статистика
- Валовой внутренний продукт на 2003 составляет 53.840.396,00 реалов (данные: Бразильский институт географии и статистики).
- Валовой внутренний продукт на душу населения на 2003 составляет 2.928,34 реалов (данные: Бразильский институт географии и статистики).
- Индекс развития человеческого потенциала на 2000 составляет 0,643 (данные: Программа развития ООН).